# 史彬
史彬（？—？），字惟中，明初直隸溧陽人。官至河南鄭州知州。

## 生平
永樂二年（1404年）甲申科曾棨榜三甲進士。后選為翰林院庶吉士，編撰永樂大典。永樂十三年（1415年）改任廣東樂昌縣知縣。任內“政舉民和，興教勸學”，重修城郭，并在學宮泮池上建希聖亭，聚集當地賢才，在亭中講授六藝。當時山賊爲患，史彬率主簿吳政率兵征討，將山賊平定。
宣德年後，史彬改遷鄭州，任知州。清乾隆《鄭州志》贊其撫民有方，任內百廢俱興。致仕後卒。清光緒《溧陽縣志》有傳。